# Propedies rubripes
Propedies rubripes är en insektsart som först beskrevs av Bruner, L. 1911.  Propedies rubripes ingår i släktet Propedies och familjen gräshoppor. Inga underarter finns listade i Catalogue of Life.